# Niżnij Syrjez
Niżnij Syrjez (ros. Нижний Сырьез) – wieś (dieriewnia) w Rosji, w Udmurcji, w rejonie ałnaszskim. W 2010 liczyła 493 mieszkańców.